# Площа Дусті (Душанбе)
Пло́ща Дусті́ (тадж. майдони «Дӯстӣ») — центральний майдан у столиці Таджикистану місті Душанбе, названий на честь дружби народів.
Майдан перетинає із заходу на схід (у напрямку до Палацу Нації / Президентського) центральна душанбинська магістраль — проспект Рудакі (за СРСР проспект Леніна), зі сходу до площі примикає центральний міський парк — Парк Рудакі (за СРСР парк Леніна), від площі (на заході) відходить вулиця Горького. Адміністративно площа належить до району Сомоні (Ісмаїла Самані).

## З історії площі

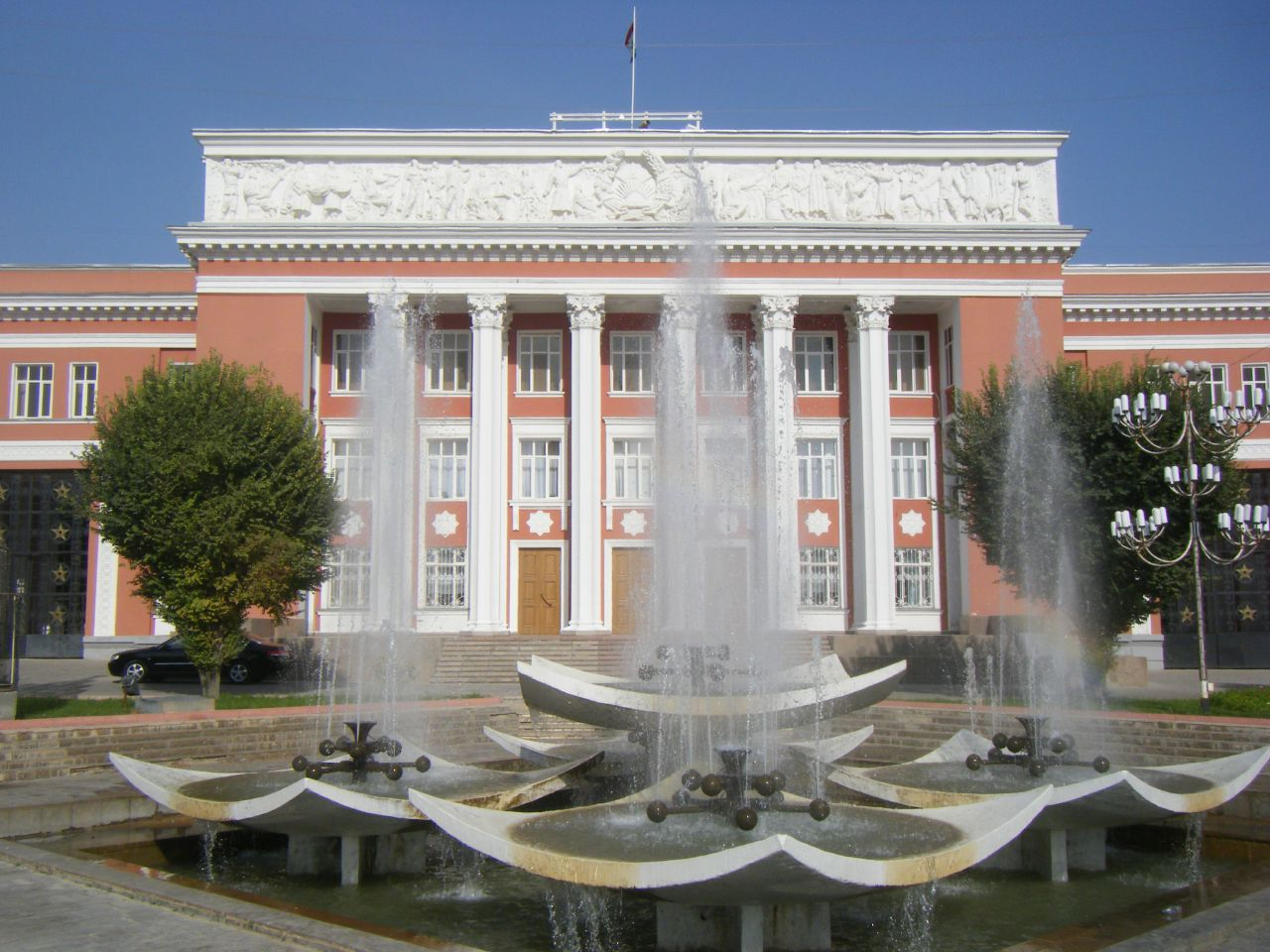
Будинок уряду Таджицької РСР (нині парламент Таджикистану)

Початок формування центрального майдану Душанбе припадає на 1-у половину 1940-х, і насамперед пов'язаний зі зведенням на майбутній центральній площі у 1940-1946 Будинку уряду Таджицької РСР (нині будинок двопалатного парламенту Республіки Таджикистан). Площа дістала назву на честь першого керівника радянської держави Леніна. 
До початку 1960-х формування душанбинської площі Леніна в цілому завершилось — були збудовані поштамт, низка адмінбудівель і кінотеатр. Фінальним «акордом» завершення радянського будівництва на площі стало спорудження в 1961 році величного пам'ятника вождю російського та світового пролетаріату, чиє ім'я носила площа — Леніну. Цей монумент був дещо нетрадиційним — відомо, що Ленін був шульгою, і зазвичай, у численних пом'ятниках в СРСР він здіймав у характерному «вказівному» жесті саме правицю, у лівиці ж тримав чи кашкета, чи революційну газету «Искра», і лише душанбинський бронзовий Ілліч заввишки 5 м (без постаменту) був зображений зі здійнятою лівицею. Пам'ятник був вилитий на Митіщинському заводі у Підмосков'ї, його авторами були російські скульптори А. Рабін і Т. Полякова.
Після Серпневого путчу (1991) в СРСР і з подальшим розпадом радянської держави, коли її республіки проголошували державну незалежність, Таджикистан проголосив свій державний суверенітет 9 вересня. Ці процеси супроводжувалися в Душанбе масовими народними зборами, мітингами, закликами до відмови від радянської спадщини, ідеологічного надбання тощо. Відтак, площа Леніна отримала назву Озоді («Свободи»), а проти ночі 22 вересня 1991, попри протести нечисленних місцевих комуністів, був демонтований пам'ятник Леніну. Його подальша доля лишилась невідомою.
У 1990-х поспіхом на площі Озоді спорудили пам'ятник засновнику персько-таджицької літератури Фірдоусі, але вже у другій половині десятиліття у зв'язку з реконструкцією майдану до святкувань у 1999 1100-літнього ювілею Саманідської держави монумент класику перенесли до Парку Дружби народів. Тоді ж до свята відкрили величний і розкішний монумент Ісмаїла Самані із 40-метровою аркою. А майдан відтоді отримав назву Сомоні (Самані, на честь Ісмаїла Самані). 

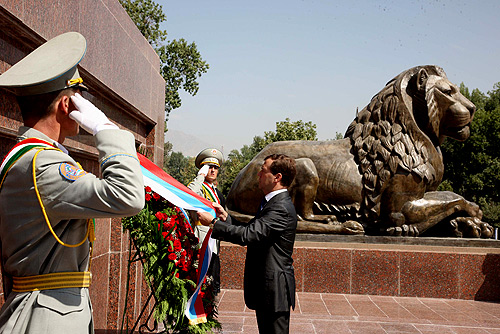
Президент Росії Дмитро Медведєв покладає квіти до монумента Самані, 29 серпня 2008

Вже у 2000-х площа знову змінила свою назву, і дотепер називається майдан Дусті («Дружби»). Тоді ж було здійснено реставрацію низки будівель на площі.
Нині (кінець 2000-х) площа Дусті постійно охороняється нарядами правоохоронців, адже є дислокацією важливих органів державної влади, крім того, пам'ятник Самані є дуже коштовним. Через це масові події на площі хоча і відбуваються, але супроводжуються значними організаційними заходами безпеки, крім того, існують певні обмеження на проведення масових акцій — на площі «Дусті» проводяться суто військові паради і святкові демонстрації з нагоди державних свят, а також заходи, присвячені візитам до Таджикистану високопосадовців іноземних делегацій, тобто народних гулянь у неофіційні свята або рекламних акцій на площі не буває, водночас тут проходять деякі із заходів, приурочених до Дня міста Душанбе.

## Об'єкти

Кінотеатр «Джомі»

На майдані Дусті розташовані численні адміністративні об'єкти:
- Будинок уряду Таджицької РСР (1940—46, архітектор С. Анісімов) — триповерхова помпезна (видовжена) будівля, що відповідає часові свого зведення. Національні традиції використані лише в інтер'єрах — орнаментальний декор, розписи по ганчу. У теперішній час (2000-ні) у будівлі засідають обидві палати таджиицького парламенту;
- Міністерство РТ транспорту і сполучень;
- Міністерство РТ закордонних справ;
- Міністерство РТ сільського господарства.

На площі розташований також душанбинський центральний поштамт і кінотеатр «Джомі» (тадж. Кохи Ҷомӣ «Кришталевий палац»), що після відповідної реконструкції став першим панорамним кінотеатром у країні.
На майдані Дусті встановлені величний монумент Ісмаїла Самані (на півночі), фонтан (перед будівлею парламенту), радянська стела (на заході).